# Ora-hora
Ora-hora este un maxi-single al formației Phoenix, apărut în anul 1999. A beneficiat de două ediții, prima punându-se în vânzare, iar a doua, apărută în anul 2000, fiind oferită spectatorilor la intrarea la concertele Phoenix. Această formă de promovare a concertului și a albumului aferent (în acest caz În umbra marelui urs – 2000, reeditat în 2003) s-a repetat ulterior, în cadrul turneului național „Baba Novak” (2006). Producătorul acestui disc a fost liderul formației, Nicolae Covaci. Inițial, pe maxi-single-ul Ora-hora trebuia să apară și piesa „Baba Novak”, într-o înregistrare din același an, dar ulterior Covaci a renunțat.

## Piese
1. Pe umeri pletele-i curg râu... (Guilelm Șorban, aranjament Nicolae Covaci / George Coșbuc)
2. Iovano (popular sârbesc, aranjament Nicolae Covaci)
3. Ora-hora (Nicolae Covaci / Dinu Olărașu, Nicolae Covaci)

Observație: Piesa „Pe umeri pletele-i curg râu...” (1), trecută pe copertă ca fiind cântec popular românesc, a fost redenumită „Numai una” în ediția a doua a maxi-single-ului și pe albumul În umbra marelui urs. În realitate, ea aparține compozitorului Guilelm Șorban (1897). Piesa „Iovano” (2) a fost redenumită „Iovano; Iovanke” pe albumul În umbra marelui urs.

## Componența formației
- Nicolae Covaci – chitară electrică și acustică, chitară bas, vocal, lider
- Tavi Colen – vocal
- Alin Oprea – vocal, chitară
- Lucian Cioargă – baterie